# Xăm mình ở Hàn Quốc
Việc xăm mình ở Hàn Quốc có một lịch sử lâu đời và gây nhiều tranh cãi. Luật pháp Hàn Quốc chỉ cho phép những người hành nghề y tế có giấy phép được mở tiệm xăm, đối lập với các thợ xăm không có trình độ y khoa, mặc dù việc có hình xăm trên người không hề bất hợp pháp. Chỉ có trong quân đội mới cấm chỉ hình xăm. Mọi người có thể có hình xăm sau thời gian phục vụ trong quân ngũ. Thái độ của người dân đối với hình xăm và những người xăm trổ thường là tiêu cực, nhất là thế hệ những người lớn tuổi ở Hàn Quốc.

## Lịch sử
Sử liệu cũ có thể cho thấy rằng việc xăm mình được diễn ra trong các liên minh bộ lạc cổ đại thời kỳ Tam Hàn là Mã Hàn, Thìn Hàn và Biện Hàn. Việc xăm mình này được phục vụ chủ yếu như một dạng bùa phép hoặc bùa may mắn do dân chài lưới (ngư dân) và thợ lặn ở miền nam đất nước dùng đến nhằm bảo vệ mình trước những con quái vật biển.
Ý nghĩa của việc xăm mình đã thay đổi dưới triều đại Cao Ly (918–1392) và tiếp diễn cho đến nhà Triều Tiên (1392–1910). Những kẻ phạm tội bị bắt giam sẽ có hình xăm thể hiện tội trạng của họ được khắc lên da bị đem ra phơi bày trước thị chúng ở những nơi mà người dân có thể trông thấy được.